# PCSX2
PCSX2 — емулятор PlayStation 2 з відкритим кодом для операційних систем Microsoft Windows, Linux та OS X. Остання стабільна версія, як повідомляється, повністю сумісна з приблизно 80% бібліотеки PS2. Найбільша проблема в емуляції PS2 — емуляція багатопроцесорної PS2 на архітектурі PC x86. Хоча кожен процесор може емулюватися добре поодинці, дуже важко правильно синхронізувати їх.
PCSX2, як і його попередник PCSX (емулятор PlayStation), використовує систему плагінів, що виконують деякі функції окремо від самого емулятора. Є плагіни для графіки, звуку, введення, CD/DVD, та портів USB і FireWire (i.LINK). Використання різних плагінів дає різні результати в сумісності та продуктивності.
PCSX2 не сумісний з іграми для PlayStation, їх можна запустити за допомогою емуляторів PlayStation, таких як PCSX чи ePSXe.